# 卡爾瓦奧霍山
14°27′23″S 73°50′30″W / 14.45639°S 73.84167°W
卡爾瓦奧霍山（Qarwa Uqhu），是秘魯的山峰，位於該國中南部阿亞庫喬大區，由盧卡納斯省的奇保區負責管轄，屬於安地斯山脈的一部分，海拔高度4,600米。